# Episodi di Médico de familia (quinta stagione)
La quinta stagione di Médico de familia è stata trasmessa in prima visione TV dal 23 settembre al 23 dicembre 1997.
| nº | Titolo                    | Prima TV Spagna   |
| -- | ------------------------- | ----------------- |
| 1  | Nunca digas nunca jamás   | 23 settembre 1997 |
| 2  | Como anillo al dedo       | 30 settembre 1997 |
| 3  | Cumpleaños feliz          | 7 ottobre 1997    |
| 4  | ¿Tú no eres Nacho?        | 14 ottobre 1997   |
| 5  | De repente... Clara       | 21 ottobre 1997   |
| 6  | El poder del dinero       | 28 ottobre 1997   |
| 7  | Déjalo sonar, Alicia      | 4 novembre 1997   |
| 8  | Con la miel en los labios | 11 novembre 1997  |
| 9  | Malas Compañías           | 18 novembre 1997  |
| 10 | ¿Suenan campanas?         | 25 novembre 1997  |
| 11 | Problemas                 | 2 dicembre 1997   |
| 12 | Crisis                    | 9 dicembre 1997   |
| 13 | Y llegó la despedida      | 16 dicembre 1997  |
| 14 | Blanca y radiante         | 23 dicembre 1997  |